# ضيق النفس الاضطجاعي
ضيق النفس الاضطجاعي أو بهر اضطجاعي أو زلة اضطجاعية أو بهر اللاعتدال (بالإنجليزية: Orthopnea)‏ هو ضيق النفس الذي يحدث في وضعية الاستلقاء، متسببا في إجبار الشخص على النوم مسنودًا لأعلى في الفراش أو جالسًا في كرسي. يظهر ضيق النفس الاضجاعي غالبا كتعبير متأخر عن قصور القلب، نتيجة إعادة توزيع السوائل في الدورة الدموية المركزية، ما يتسبب في زيادة ضغط الدم في الشعيرات الرئوية. كذلك يحدث في حالات السمنة في منطقة البطن أو أمراض الرئة.[بحاجة لمصدر] ضيق النفس الاضجاعي هو العكس لضيق النفس القيامي، ضيق النفس الذي يزداد سوءًا عند الجلوس أو الوقوف.

## الأسباب
يحدث ضيق النفس الاضطجاعي بسبب زيادة توزيع الدم للدورة الدموية الصغرى أثناء الاضطجاع،  لكن يمكن عادة إرجاعه لسبب أكثر جوهرية
ضيق النفس الاضطجاعي غالبا ما يكون أحد أعراض قصور البطين الأيسر و/أو وذمة الرئة. يمكن أن يحدث كذلك في المرضى المصابون بالربو والتهاب القصبات المزمن، بالإضافة لأولئك الذين يعانون من انقطاع النفس النومي أو اضطراب الهلع. كما برتبط بمرض الكبد متعدد الكيسات. من منظور عصبي عضلي، هو علامة من علامات ضعف الحجاب الحاجز. في مثل تلك الظروف، قد يعاني المرضى من ضيق النفس عند الانحناء لأسفل (مثل، عند ربط الحذاء).
يعتمد التشخيص غالبًا على المظاهر السريرية.

## العلاج
علاج السبب يفي بالغرض.
يشمل العلاج في حالة قصور القلب:
- مدرات البول
- مثبطات الإنزيم المحول للأنجيوتنسين
- حاصرات مستقبلات بيتا